# Pomnik Leona Barciszewskiego
Pomnik Leona Barciszewskiego – pomnik przedwojennego prezydenta Gniezna (1925–1932) i Bydgoszczy (1932–1939), zamordowanego przez niemieckich okupantów w listopadzie 1939 r.

## Historia
Idea wniesienia pomnika Leona Barciszewskiego – przedwojennego prezydenta miasta Bydgoszczy narodziła się w 1981 r.
Pomnik miał być hołdem oddanym prezydentowi zamordowanemu przez Niemców w dniu 11 listopada 1939
Zamiar uczczenia jego pamięci istniał wśród społeczeństwa od chwili zakończenia II wojny światowej, ale jego urzeczywistnienie było niemożliwe w obliczu nieprzejednanego stanowiska władz państwowych.
14 stycznia 1981 r., z inicjatywy NSZZ „Solidarność” powstał Społeczny Komitet Budowy Pomnika Prezydenta Leona Barciszewskiego. W jego skład weszli miłośnicy miasta. Planowano ustawić pomnik na skwerze przy Placu Teatralnym. W 1981 r. rozpoczęto zbieranie składek społecznych. 11 listopada 1981 r., w 42 rocznicę śmierci prezydenta, jego imię nadano Szkole Podstawowej nr 13 przy ul. Słonecznej oraz odsłonięto tablicę pamiątkową na ścianie budynku przy Wałach Jagiellońskich, gdzie w latach 1932–1939 mieszkał.
Dalsze działania, zahamowane po wprowadzeniu stanu wojennego w grudniu 1981 r., mogły zostać podjęte dopiero w II połowie lat 80. XX w.
Ostatecznie zebrano środki ze składek mieszkańców, Ministerstwa Kultury i Sztuki oraz Urzędu Miasta. Zrealizowany został projekt rzeźbiarza Sławoja Ostrowskiego z Gdańska, zaś spiżowy odlew za symboliczne wynagrodzenie wykonał zespół fachowców z gdyńskiej Stoczni Marynarki Wojennej pod kierownictwem inż. Bandrowskiego.
Uroczyste odsłonięcie pomnika odbyło się 11 listopada 1989 w Święto Niepodległości i zarazem 50. rocznicę zamordowania Leona Barciszewskiego. Stanął on na skwerze przy ul. Mostowej, który nazwano jego imieniem.
Po uroczystym nabożeństwie w farze, prezydent miasta - Władysław Przybylski i Danuta Barciszewska-Borkowska, córka przedwojennego prezydenta - odsłonili pomnik. Następnie został on poświęcony przez ks. biskupa Jana Nowaka.
W 2007 r. władze Bydgoszczy zmieniły lokalizację pomnika, przenosząc go ze skweru przy ul. Mostowej na zmodernizowany Wełniany Rynek.

## Opis
Spiżowy posąg przedstawia pochylonego, stojącego mężczyznę. Twarz prezydenta wyraża zadumę i powagę. Postać stoi zwrócona twarzą ku ul. Długiej.
Figura znajduje się na cokole z różowego granitu, na którym zainstalowano tablicę pamiątkową.

## Galeria

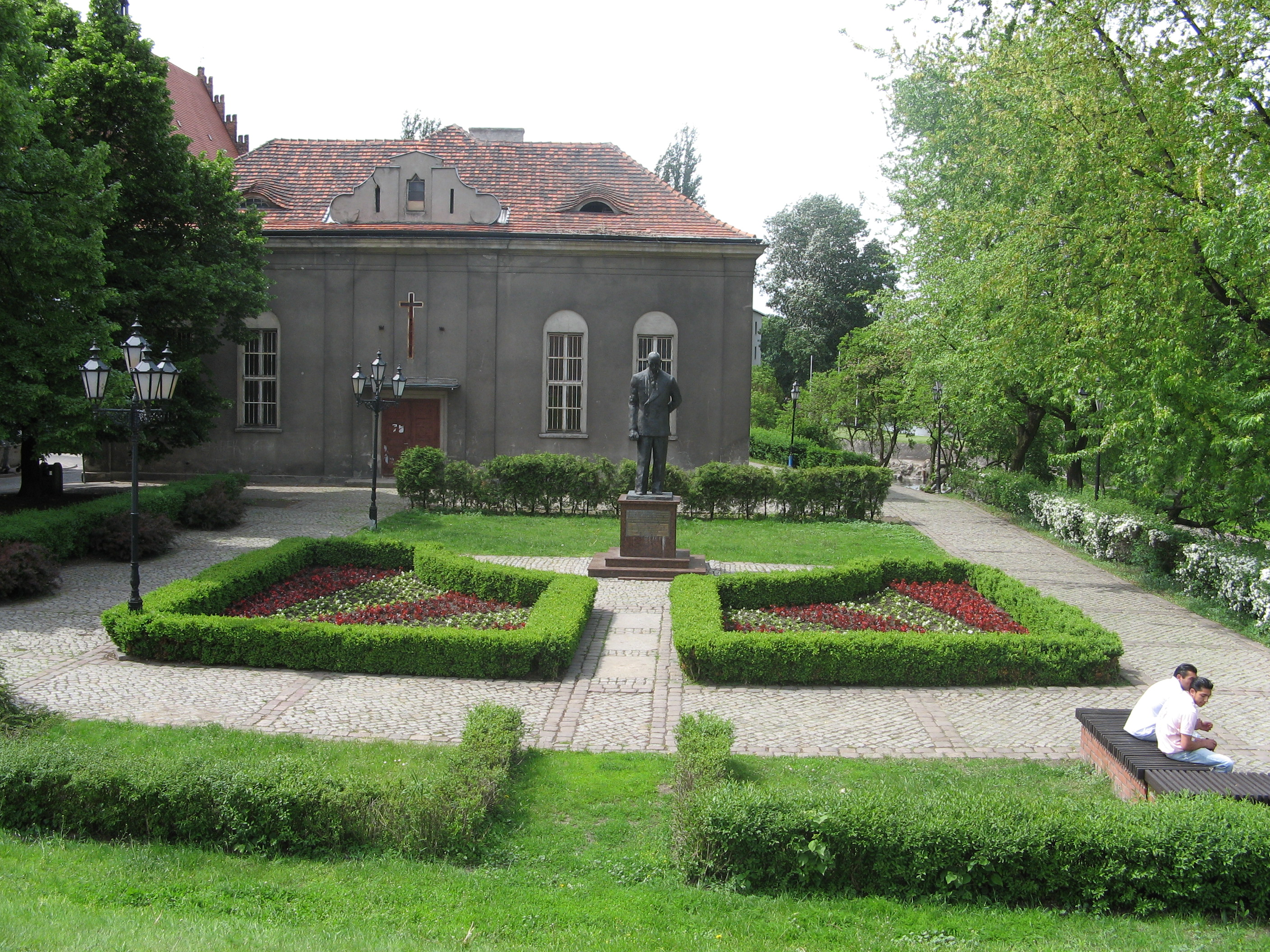
Do 2007 r. na skwerze przy Brdzie
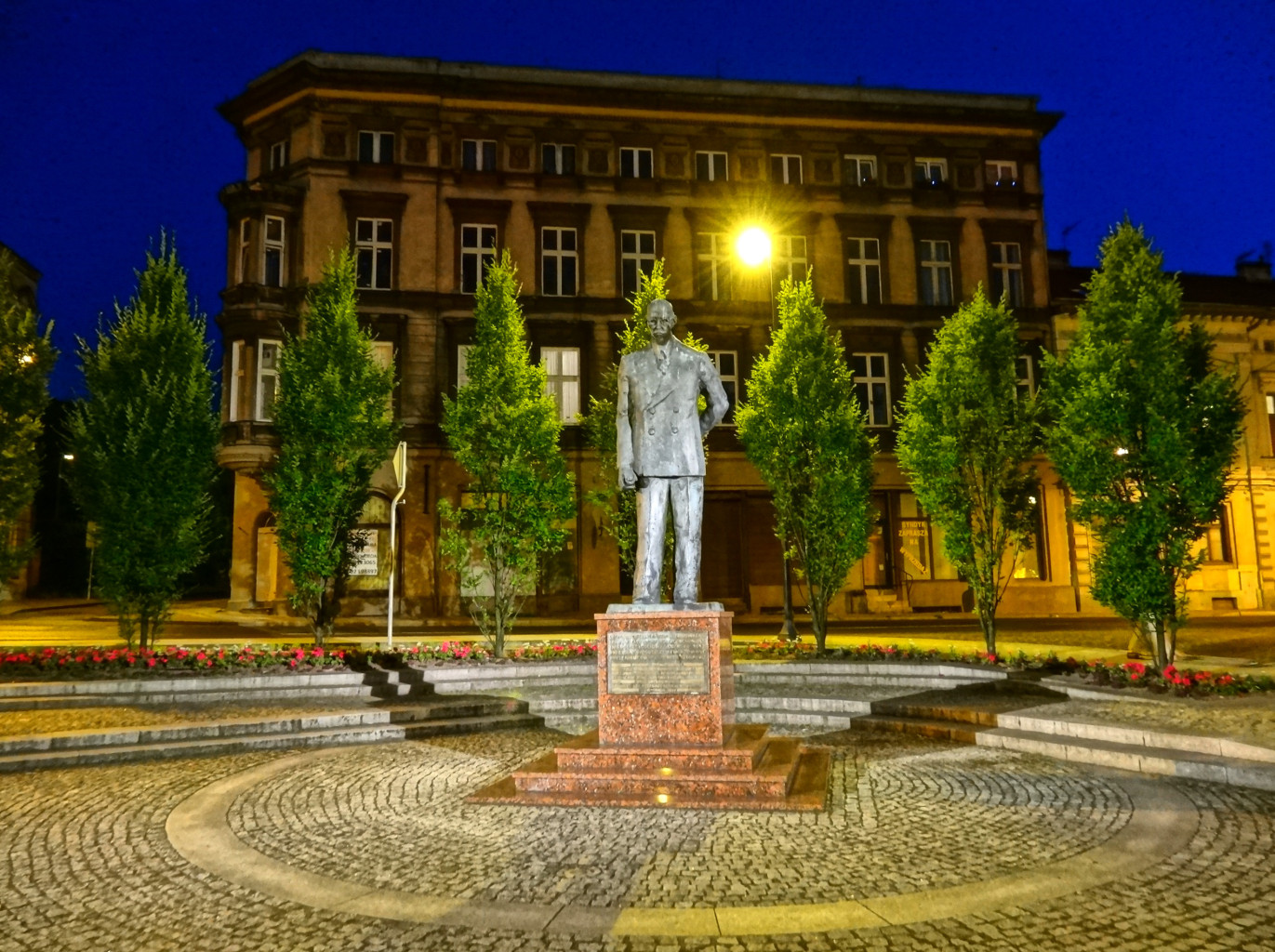
Na Wełnianym Rynku
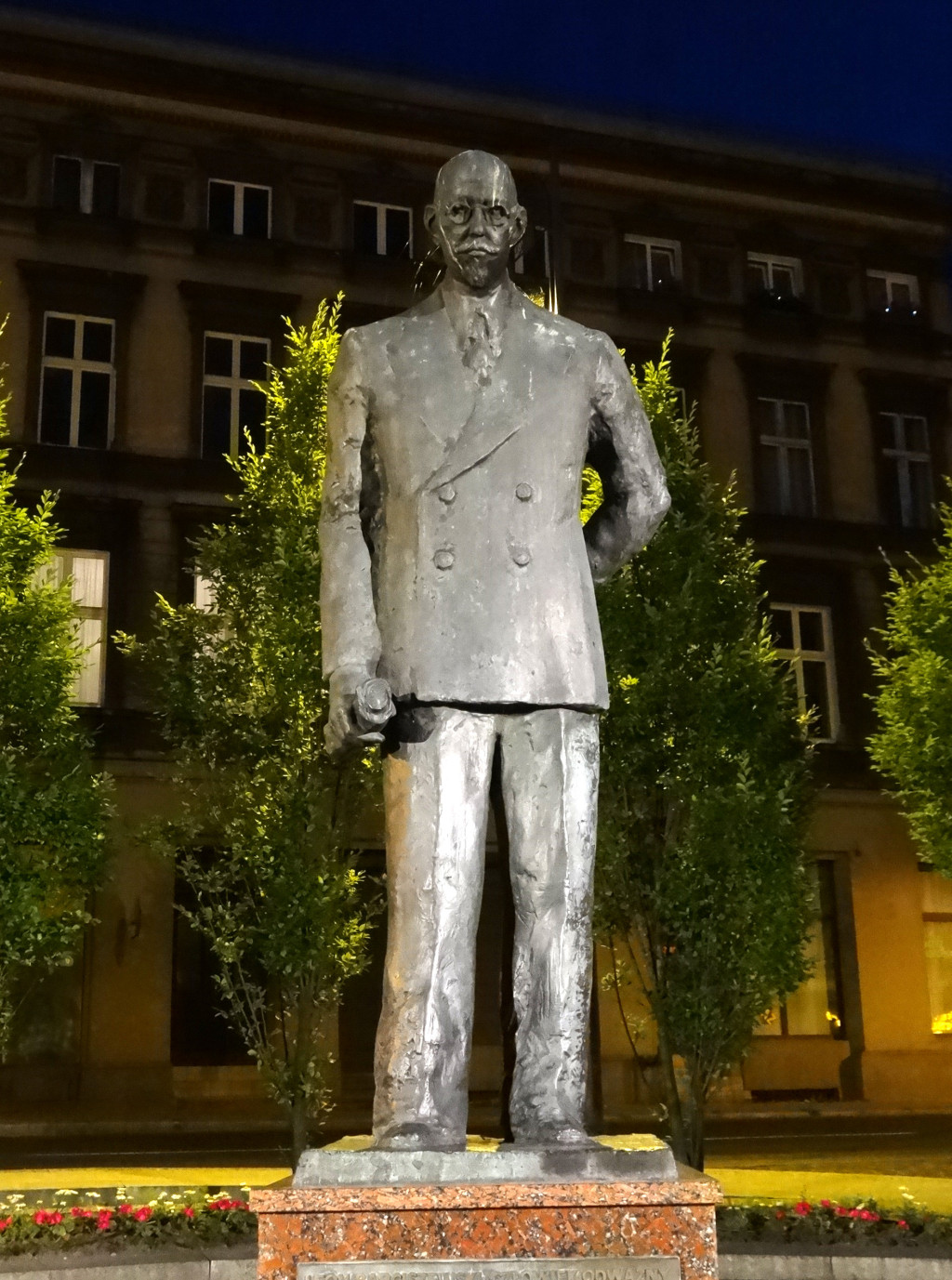
Nocą
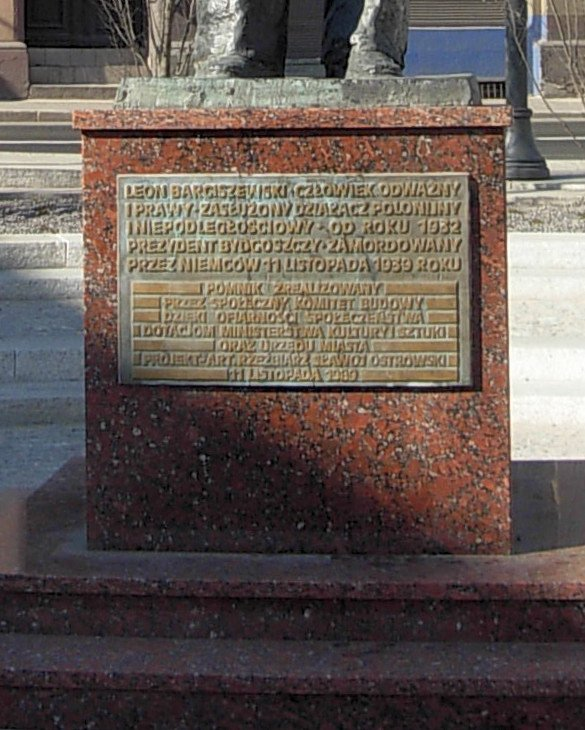
Tablica